# دهستان سرجام
سرجام، دهستانی است از توابع بخش احمدآباد مشهد در استان خراسان رضوی.

## جمعیت
بر اساس سرشماری سال ۱۳۸۵جمعیت آن  ۳۲۸۴۴ نفر (۸۴۰۲ خانوار) بوده است.